# Râul Horaiț
Râul Horaiț este un afluent al râului Suceava situat în stânga acestui râu.  

## Hărți
- Ovidiu Gabor - Economic Mechanism in Water Management ][nefuncțională]
- Harta județului Suceava